# کیتی استوارت
کاترین ان «کیتی» استوارت (انگلیسی: Katie Stuart؛ زادهٔ ۲۲ مارس ۱۹۸۵) یک هنرپیشه اهل کانادا است.